# 重庆外语外事学院
重庆外语外事学院，是位于中国重庆市渝北区的一所民办普通高等学校，总占地面积1682亩。

## 历史
2001年，成立四川外语学院重庆南方翻译学院。2013年4月，四川外语学院更名四川外国语大学，该校校名相应改为四川外国语大学重庆南方翻译学院。
2020年11月11日，教育部发展规划司发布《关于拟同意设置本科高等学校的公示》，拟定同意四川外国语大学重庆南方翻译学院转设为民办普通高等学校重庆外语外事学院。2020年12月18日，经中华人民共和国教育部批准，四川外国语大学重庆南方翻译学院脱离四川外国语大学管理，并转设为民办普通高等学校重庆外语外事学院，由乐贤教育咨询（赣州）有限公司全资持有。

## 院系设置
重庆外语外事学院设置下列院、部：
1. 英语学院
2. 东方语学院
3. 西方语学院
4. 国际商学院
5. 文学与新闻传播学院
6. 管理学院
7. 艺术学院
8. 音乐学院
9. 思想政治理论教研部
10. 体育部
11. 继续教育学院

## 校园与教学
图书馆拥有馆藏纸质图书130万册，电子图书40万册（其中中文30万册，外文10万册），报刊近1000种，声像文献4343种
学院有全日制在校学生13000余人。专任教师725人，专任教师中具有研究生学历的教师421人，占58%；具有高级职称的教师231人，占32%。